# Cariño mío (película)
Cariño mío es una coproducción hispano-alemana de drama romántico estrenada en 1961, dirigida por Rafael Gil y protagonizada en los papeles principales por Vicente Parra y Marianne Hold.

## Sinopsis
Verónica, hija de un multimillonario y ahijada de la duquesa de Deesen, viaja hasta esa población germana para pasar unos días con su aristocrática madrina, perfeccionar sus conocimientos de alemán y para asistir a un importante acto social. En el avión coincide con Miguel, un príncipe heredero, y ambos deciden mentir sobre sus vidas: ella dice que trabaja como secretaria, y él que trabaja de camarero. Pero, inevitablemente, acabarán encontrándose en la recepción de palacio.

## Reparto
- Vicente Parra como Miguel/Michael
- Marianne Hold como	Verónica/Veronika
- Manolo Morán como	Don Ricardo Gravina
- Horst Frank como Alberto/Albert
- Mercedes Vecino como Duquesa
- Lina Yegros
- Rafael Bardem como	Padre de Miguel
- José Luis Pellicena como Carlos/Karl
- Carl Wery como Ministro Mayer
- Germaine Damar como Cristina/Christine
- Alfredo Mayo como Ministro
- Tomás Blanco como Ministro
- Matilde Muñoz Sampedro como Dama de compañía
- Cándida Losada como Reverenda madre
- Juan Cortés
- Ramón Elías
- Beni Deus
- Barta Barri como Líder revolucionario
- Pilar Cano
- Marita Oberman
- José Franco como Pietro
- Marisol Ayuso
- Vicente Bañó como Revolucionario
- Ángel Álvarez
- Pilar Baiza
- Julio Infiesta
- Mayte Arroyo
- Miguel del Castillo como Inspector de policía